# Pseudothyridium sapphirinum
Pseudothyridium sapphirinum är en skalbaggsart som beskrevs av Nonfried 1889. Pseudothyridium sapphirinum ingår i släktet Pseudothyridium och familjen Rutelidae. Inga underarter finns listade i Catalogue of Life.